# Limoeiro (Pernambuco)
Limoeiro is een gemeente in de Braziliaanse deelstaat Pernambuco. De gemeente telt 57.243 inwoners (schatting 2009).
De gemeente grenst aan Feira Nova, Passira, Salgadinho, João Alfredo, Bom Jardim en Lagoa do Carro.